# Siegfried Kracauer
Siegfried Kracauer (Frankfurt am Main, 1889. február 8. – New York, 1966. november 26.) német író, újságíró, szociológus, kultúrkritikus, filmteoretikus.

## Élete és munkássága
Kispolgári zsidó családban született Frankfurt am Mainban. Építészetből doktorált 1914-ben és építészként kezdett el dolgozni Osnabrückben. Munkája mellett irodalmi, filozófiai tanulmányokat írt. Az első világháború vége felé megismerkedett és összebarátkozott a fiatal Theodor Adornoval, akinek egyfajta filozófiai mentora lett, s akivel élete végéig levelezést folytatott. 1921-től a Frankfurter Zeitungnak dolgozott, amelynek film- és irodalomkritikákat írt. Ezekben az években Mannheim Károly, Erich Fromm, Max Horkheimer, Theodor Adorno és Leo Löwenthal – illetve a Frankfurti iskola (Frankfurter Institut für Sozialforschung) – gyakoroltak hatást szellemi fejlődésére. Ott ismerkedett meg Lili Ehrenreich-el, későbbi feleségével is. 1925-től kezdte alkalmazni a marxizmust különböző elemzéseiben. Ekkori időszakának legfontosabb esszéi: A detektívregény (Der Detektiv-Roman) (1925), A tömeg ornamentikája (Das Ornament der Masse) (1927), Az alkalmazottak (Die Angestellten) (1930). Ezekben a műveiben a weimari köztársaság mindennapi életének és modern tömegkultúrájának alapos kritikáját nyújtotta. 1930-ban előbb Berlinbe költözött, majd 1933-ban Párizsba, 1941-ben pedig az Egyesült Államokba emigrált. 1947-ben jelent meg Caligaritól Hitlerig – A német film pszichológiai története (From Caligari to Hitler. A Psychological History of the German Film) című könyve, majd 1960-ban A film elmélete – A fizikai valóság újjászületése (Theory of Film. The Redemption of Physical Reality) című műve, melyek a filmtörténet és filmelmélet klasszikus alkotásai közé tartoznak.

## Magyarul megjelent művei
- Caligaritól Hitlerig. A német film történetéhez; ford. Kertész Pál; Magyar Filmtudományi Intézet és Filmarchivum, Budapest, 1963 (Filmművészeti könyvtár)
- A film elmélete. A fizikai valóság feltárása, 1-2.; ford. Fenyő Imre; Magyar Filmtudományi Intézet és Filmarchivum, Budapest, 1964
- Siegfried Kracauer. Caligaritól Hitlerig – A német film pszichológiai története (magyar nyelven) ford.: Siklós Ferenc:. Budapest: Magyar Filmintézet (1993). ISBN 9637147136
- Siegfried Kracauer. A fényképezés (magyar nyelven). Café Bábel (1997. 3.)
- A detektívregény. Értelmezés / Történelem. A végső dolgok előtt; ford. Teller Katalin; Kijárat, Budapest, 2009 (Spatium) ISBN 9789639529830